# Clefs-Val d'Anjou
Clefs-Val d'Anjou è un comune francese situato nel dipartimento del Maine e Loira nella regione dei Paesi della Loira. È stato istituito il 1º gennaio 2013 dalla fusione dei precedenti comuni di Clefs e Vaulandry.